# Lake Land’Or
Lake Land'Or – jednostka osadnicza w Stanach Zjednoczonych, w stanie Wirginia, w hrabstwie Caroline.